# Убийство в Ориент Експрес (филм, 2017)
„Убийство в Ориент Експрес“ е американски мистъри трилър от 2017 г., режисиран от Кенет Брана, по сценарий на Майкъл Грийн, базиран по едноименния роман на Агата Кристи от 1934 г. Във филма участват Кенет Брана в ролята на Еркюл Поаро, с Пенелопе Круз, Уилям Дефо, Джуди Денч, Джони Деп, Джош Гад, Дерек Якоби, Лесли Одъм младши, Мишел Пфайфър и Дейзи Ридли. Сюжетът проследява Поаро, световноизвестен детектив, докато разследва убийство в луксозния влак „Ориент Експрес“ през 30-те години на миналия век.
Записите започват през ноември 2016 г. в Обединеното кралство; това е една от малкото продукции през последните десетилетия, за които се използват широкоформатни филмови камери. Премиерата на филма е на 2 ноември 2017 г. в Роял Албърт Хол и е пуснат по кината на 3 ноември 2017 г. във Великобритания и в САЩ на 10 ноември 2017 г. от Туентиът Сенчъри Фокс. Филмът печели повече от 351 милиона долара приходи в световен мащаб и получава смесени отзиви от критиците.

## В ролите
| Изпълнител          | Роля                        |
| ------------------- | --------------------------- |
| Кенет Брана         | Еркюл Поаро                 |
| Пенелопе Круз       | Пилар Естравадос            |
| Уилям Дефо          | Герхард Хардман             |
| Джуди Денч          | Княгиня Наталия Драгомирова |
| Джони Деп           | Едуард Ратчет               |
| Джош Гад            | Хектор Макуин               |
| Дерек Якоби         | Едуард Хенри Мастерман      |
| Лесли Одъм младши   | Доктор Артътнот             |
| Мишел Пфайфър       | Каролин Хъбард              |
| Дейзи Ридли         | Мари Дебенъм                |
| Том Бейтман         | Бук                         |
| Маруан Кензари      | Пиер Мишел                  |
| Оливия Колман       | Хилдегарде Шмид             |
| Луси Бойнтън        | Графиня Хелена Андрени      |
| Мануел Гарсия-Рулфо | Биниамино Маркуез           |
| Сергей Полунин      | Граф Рудолф Андрени         |
| Фил Дънстър         | Полковник Фил Армстронг     |

## В България
В България премиерата на филма е на 10 ноември 2017 г. и е разпространен от Александра Филмс.
На 12 март 2018 г. филмът е издаден на DVD и Blu-ray от A+Films.
На 27 април 2020 г. е излъчен за първи път по bTV Cinema с български дублаж за телевизията. Дублажът е на студио VMS.
На 20 януари 2024 г. филмът е излъчен по Кино Нова с български дублаж за телевизията.
| Озвучаващи артисти  | Гергана Стоянова Симеон Владов Момчил Степанов Светломир Радев Радослав Рачев |
| Преводач            | Вилма Карталска                                                               |
| Тонрежисьор         | Венелин Николов                                                               |
| Режисьор на дублажа | Добрин Добрев                                                                 |

- Гергана Стоянова печели наградата „Икар“ в категорията „Най-добър дублаж“ през 2021 г. за работата си по този дублаж.

| Озвучаващи артисти  | Ани Василева Елисавета Господинова Георги Георгиев – Гого Димитър Иванчев Силви Стоицов Ивайло Велчев |
| Преводач            | Саша Добрева                                                                                          |
| Тонрежисьор         | Цветомир Цветков                                                                                      |
| Режисьор на дублажа | Димитър Кръстев                                                                                       |